# Камрусепа
Камрусепа (хетт. Kamrušepa) — богиня в хеттской и лувийской мифологии периода Древнехеттского царства. Выступает в роли помощницы главного бога и ворожеи, «развязывающей» природу. Спасла мир от гибели, утихомирив и вернув Телепина. Соответствует хаттской богине Каттахцифури.

## Этимология имени
Вторая часть имени богини — šepa — обозначает «дух», и часто встречается в именах других хеттских богинь. Основную часть — Kamru — В. Н. Топоров возводит к пра-и.е. *kom-ru- и предполагает несколько возможных этимологий, каждая из которых связана с тем или иным элементом образа Камрусепы.

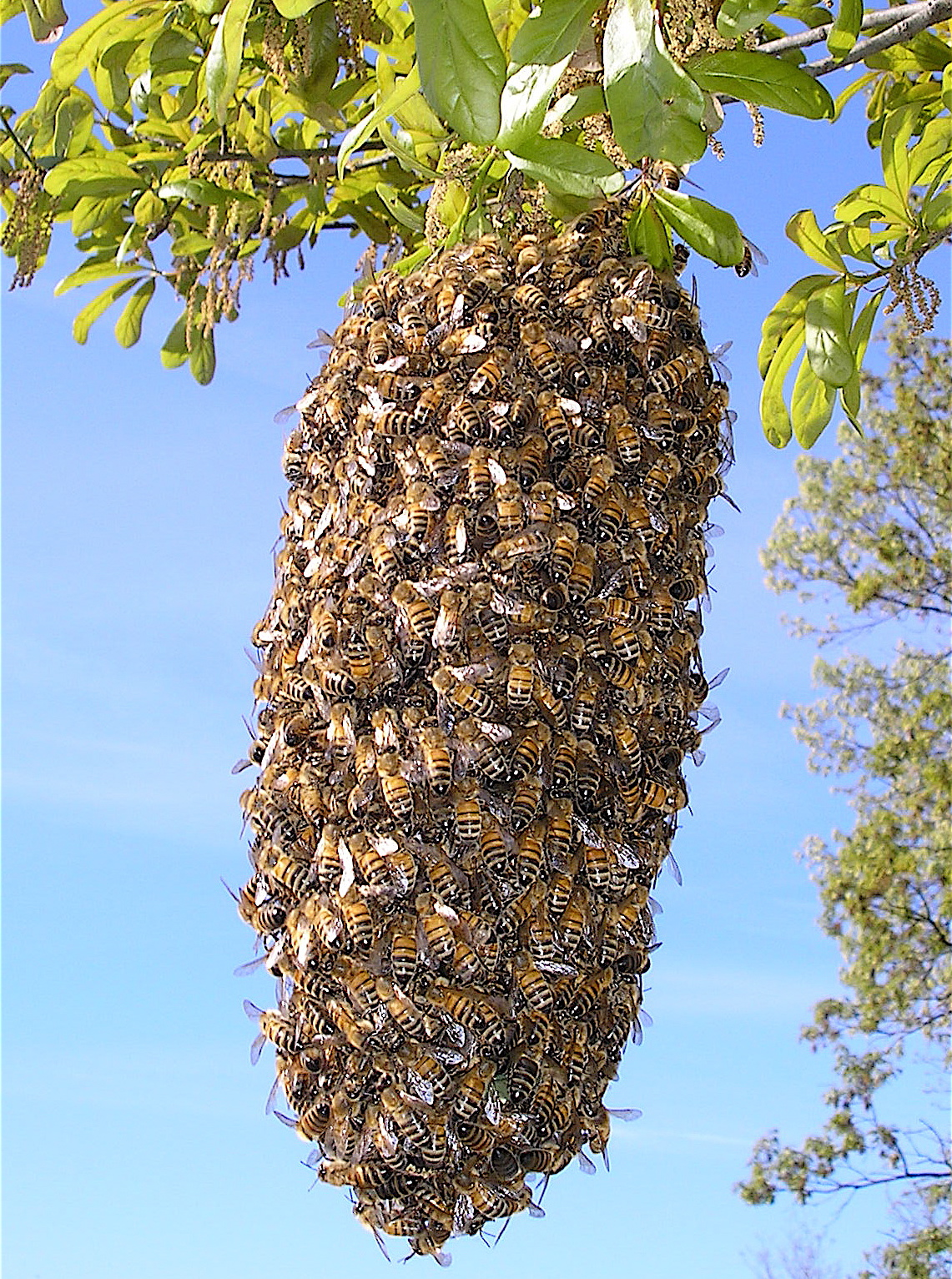
Роение пчёл

С одной стороны, имя Камрусепы может быть связано с пчелиной символикой (см. ниже). Поэтому термин *kom-(ru-) «идеально описывает процесс сбивания пчёл в ком, когда они образуют довольно плотный клуб, который постепенно расширяется („вспухает“), занимая в улье всё большее пространство, пока не начинается трансформация зимнего клуба в роевой клуб, вырывающийся наружу и, согласно мифопоэтическим представлениям, приносящий весну». В этой связи В. Н. Топоров приводит примеры пожеланий тесноты, частоты и густоты пчелиному рою в русских заговорах. Лингвистически имя Камрусепы оказывается родственным рус. ком, комкать, а также комар как «роящееся насекомое». Сюда же относятся и рус. шмель, и даже хмырь, как производные от слав. *čьmiti «щемить» (восходящего к тому же пра-и.е. *kom-). Таким образом, хетт. kamru- могло обозначать рой, густоту-частоту комообразного роя, а может и саму пчелиную матку как символ полноты, наполненности, обилия.
Кроме того, в хеттском языке есть слово kammara, обозначающее как «дым, чад, угар», так и «облако, пчелиный рой». Данное слово упоминается в одном тексте с именем Камрусепы и потому не может не вызывать интерес. По легенде, после ухода Телепина, весь мир оказался в дыму, и дым исчез лишь после возвращения бога, вернула которого именно Камрусепа. Окутанность мира дымом отсылает к «связанности» природы в другом аналогичном мифе, в котором также главную роль играет Камрусепа.
О связи Камрусепы с шерстью и прядением может свидетельствовать лингвистическая связь её имени с укр. чмирь «короткие остатки шерсти» и словац. čmír «растительные жилки, волокна», которые восходят к пра-и.е. *kem-r-.
Кроме того, пра-и.е. *kom-ru- может обозначать растения (особенно зонтичные), выражая идею связанности-собранности (а также опушённости). В русском языке к этому корню восходят такие названия растений, как чемерица и чабер. Эта этимология может обозначать мифологическую связь Камрусепы с растениями-символами плодородия.
Наконец, эротически-сексуальную идею отражает возможная связь имени с др.-инд. Kama «бог любви и вожделения», kamrá- «возбуждающий, прельщающий, красивый».

## Образ по данным источников
Камрусепа упоминается обычно в хеттских ритуальных текстах. В одном из них боги (в первую очередь Пирва) призывают именно Камрусепу, чтобы она «развязала» природу, которая до этого была «связана» и попала, таким образом, в гибельное состояние. Другой ритуальный текст посвящён чесанию овечьей шерсти и освящению ребёнка. Бог Солнца Истанус и Камрусепа чешут чистую овцу, бросают очески, моют шерсть и т. д. Бог Солнца торопит Камрусепу освятить ребёнка. Следующий текст, в котором фигурирует Камрусепа, является мифологическим и посвящён исчезновению и возвращению Телепина. После исчезновения этого бога, как олицетворения жизненной силы и плодородия, по всей земле наступили бедствия — бесплодие, гибель растений, животных и людей. Посланная богами пчела нашла Телепина, но он, укушенный и разбуженный ею, пришёл в гнев и стал иссушать источники, крушить постройки и убивать всё живое. В самый тяжёлый момент на помощь приходит Камрусепа, которая с помощью огромного крыла укрощает разбушевавшегося Телепина и требует от богов зарезать 12 баранов — для того чтобы посвятить их жир Телепину. Далее она выступает руководительницей ритуала, совершаемого на совете богов под боярышником, хранителем их долголетия. Всем собравшимся богам Камрусепа ритуалом сулит долголетие, а Телепину ещё и очищение. В своём ритуальном монологе она желает, чтобы сердцевина и дух Телепина стали мягкими, как молочный сок; дух его был сладок, как плод фигового дерева; чтобы благо пребывало в Телепине, как масло в оливковом дереве и вино в виноградной лозе. Телепин внял этим призывам, возвратился домой и снова стал заботиться о царе и царице. Благополучие на земле было восстановлено.
Таким образом, из данных источников формируется следующий образ Камрусепы: она способна «развязывать» природу и освящать детей, она связана со скотоводческой магией и, возможно, с прядением. Наконец, Камрусепа вернула миру найденного пчелой Телепина и вместе с ним благополучие. Таким образом, пчела выполнила первую часть этой задачи вселенской важности, а Камрусепа — вторую.